# General Sherman (arbre)
Pour les articles homonymes, voir Sherman.
Le General Sherman est un séquoia géant situé dans la Giant Forest du parc national de Sequoia, en Californie, dans le Sud-Ouest des États-Unis. Il s'agit d'un arbre à un seul tronc, considéré comme l'organisme vivant le plus imposant en raison des 1 487 m3 de son tronc. Son âge est estimé à environ 2 200 ans.

## Histoire

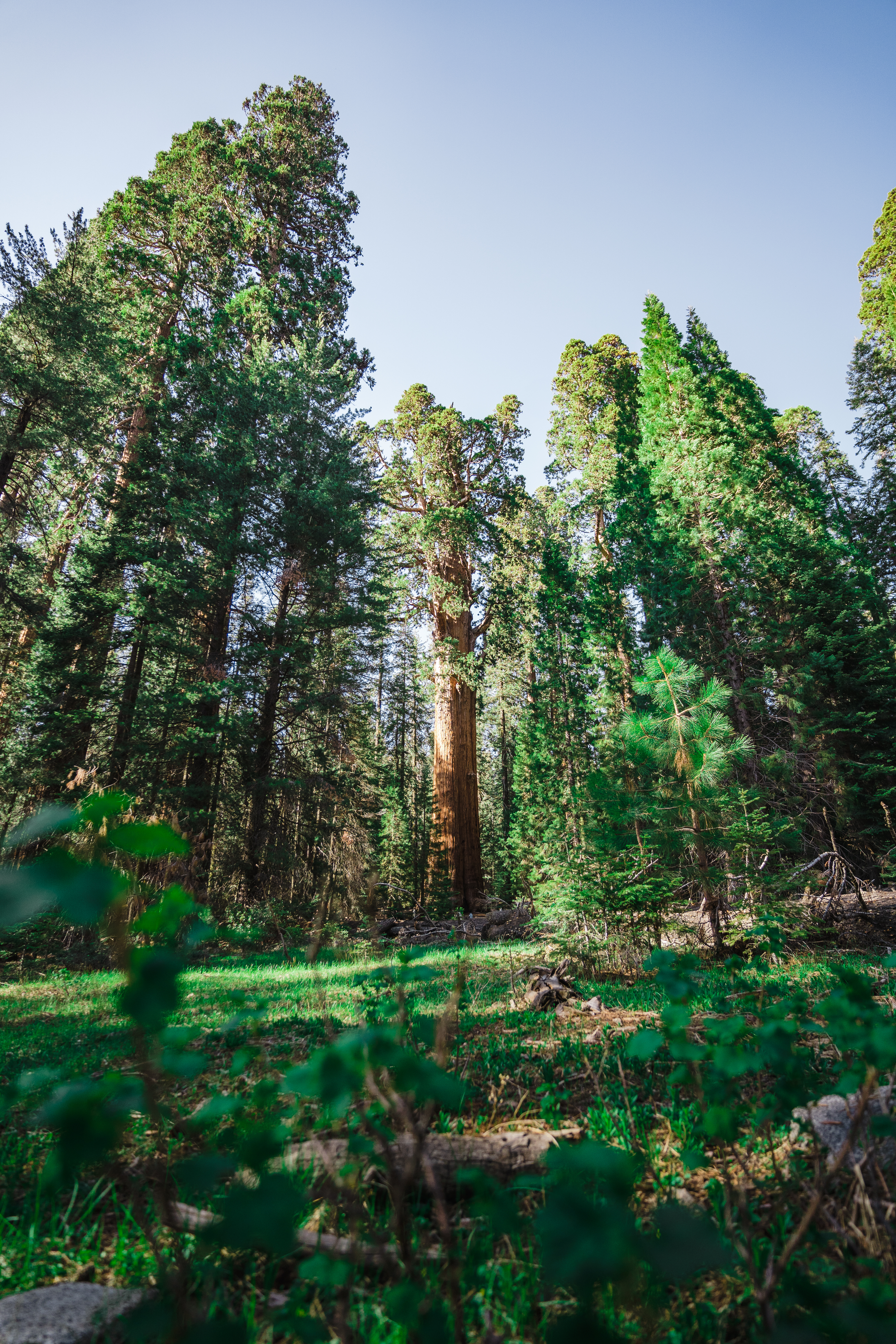
Le General Sherman en Californie, dans le parc national de Sequoia.

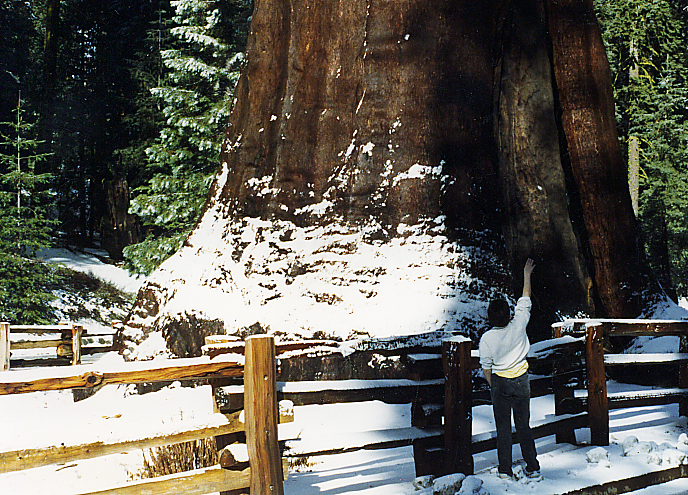
La base du tronc du General Sherman.

C'est en 1879 que le naturaliste James Wolverton le baptise « General Sherman » en l'honneur du général William Tecumseh Sherman, qui s'était illustré dans le camp nordiste pendant la guerre de Sécession. Plus tard, l'association socialiste utopique Kaweah Colony (en), qui s'établit près de l'arbre vers 1880 le rebaptise « Karl Marx ». Ce n'est qu'en 1931 que l'arbre est reconnu comme le plus grand du monde, après une controverse l'opposant à un autre séquoia géant voisin, le General Grant, controverse prenant fin avec la découverte en 2006 de l'Hyperion dont la hauteur atteint 115,61 mètres. Désormais, c'est le volume de bois qui est retenu comme le critère le plus important.

## Dimensions
|                                                          | Mètres | Pieds |
| Hauteur par rapport à la base                            | 83,8   | 274.9 |
| Circonférence au sol                                     | 31,1   | 102.6 |
| Diamètre à la base                                       | 11,1   | 36.5  |
| Diamètre à 1,50 m du sol                                 | 8,25   | 27.0  |
| Diamètre à 18 m (60') du sol                             | 5,3    | 17.5  |
| Diamètre à 55 m (180') du sol                            | 4,3    | 14.0  |
| Diamètre de la branche la plus large                     | 2,1    | 6.8   |
| Hauteur de la première grosse branche par rapport au sol | 39,6   | 130.0 |
| Largeur moyenne de la couronne                           | 32,5   | 106.5 |